# Leuchtturm Schleimünde
Der Leuchtturm Schleimünde befindet sich auf der Lotseninsel (dänisch Lodsø), welche die Schlei von der Ostsee trennt. Auf ihr befindet sich seit 1871 ein Leuchtturm und ein kleiner Nothafen für Sportboote. Sie gehört zum Kreis Schleswig-Flensburg. Das Molenfeuer hat die Funktion und Aufgabe, den einlaufenden Schiffen die Fahrrinne zu weisen. Der größte Teil der Halbinsel ist heute das Naturschutzgebiet Schleimündung, das vom Verein Jordsand durch einen Vogelschutzwart betreut wird. Der Leuchtturm steht unter Denkmalschutz und wurde als Baudenkmal in die Kreisdenkmalliste des Kreises aufgenommen.

## Geschichte
Der heute über 150 Jahre alte Leuchtturm Schleimünde löste eine 1861 erbaute beleuchtete Bake aus dänischer Zeit ab. Im Laufe der Zeit gab es verschiedene äußere Veränderungen und Umbauten, so auch Anpassungen des Feuers von Rüböl über Petroleum und Gas bis zu heutigen Nutzung der Elektrizität. Die aus Glas geschliffene Gürtellinse von 1871 findet bis heute Verwendung.
Die erste kupferne Laterne wurde 1907 durch die heutige Laterne ersetzt. 1964 folgte der Anbau einer Nebelhorn-Anlage und half der Schifffahrt sich bei schlechten Sichtverhältnissen zu orientieren und diente gleichzeitig als Objektschutz für die Mole.
Als Baumaterial für das Leuchtturmgebäude dienten 1870/71 gelbe Ziegelsteine. Von 2014 bis 2015 erfolgte eine grundlegende Instandsetzung des Leuchtturms. Dabei wurde neben der neuen mittlerweile achten Farbgebung von ziegelgelb über Schachbrettmuster wie in rot-weiß hin zum heutigen Erscheinungsbild in grün-weiß gestreift auch die Luftnebelschallanlage durch ein aus sechs großen LED-Strahlern bestehendes Nebelfeuer ersetzt und die Fassade mit Kunststoffplatten verkleidet.
Das Feuer wird durch das Wasserstraßen- und Schifffahrtsamt Ostsee von der Verkehrszentrale in Lübeck-Travemünde ferngesteuert und überwacht.
Am 20. September 2008 wurde die bislang im Bundesbesitz befindliche Halbinsel in einer öffentlichen Grundstücksauktion von der Lighthouse Foundation, einer Stiftung mit Sitz in Hamburg, ersteigert.

## Galerie

Karte von 1893, Die Lotseninsel ist noch eine Insel
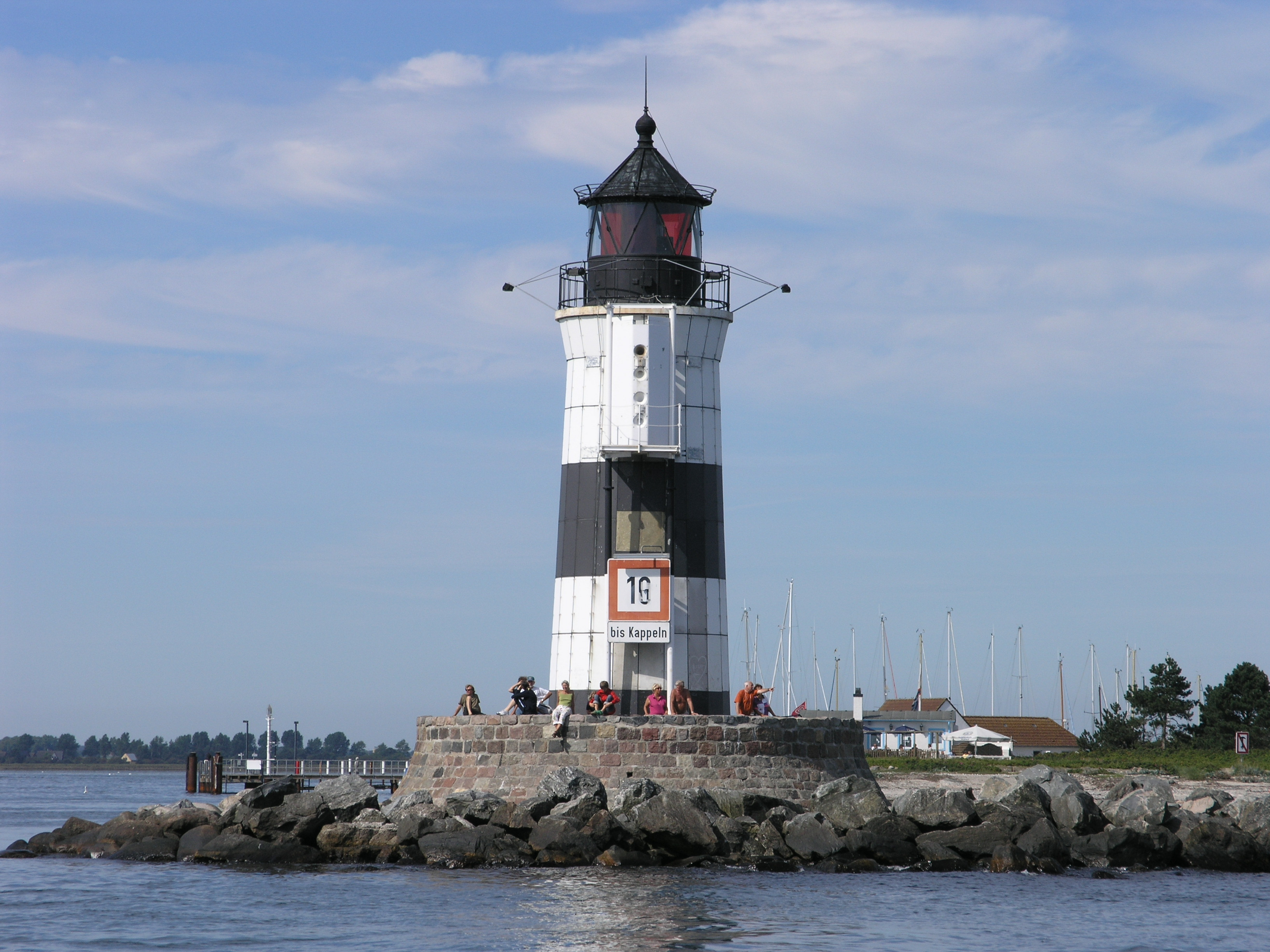
Der Leuchtturm im Jahr 2005
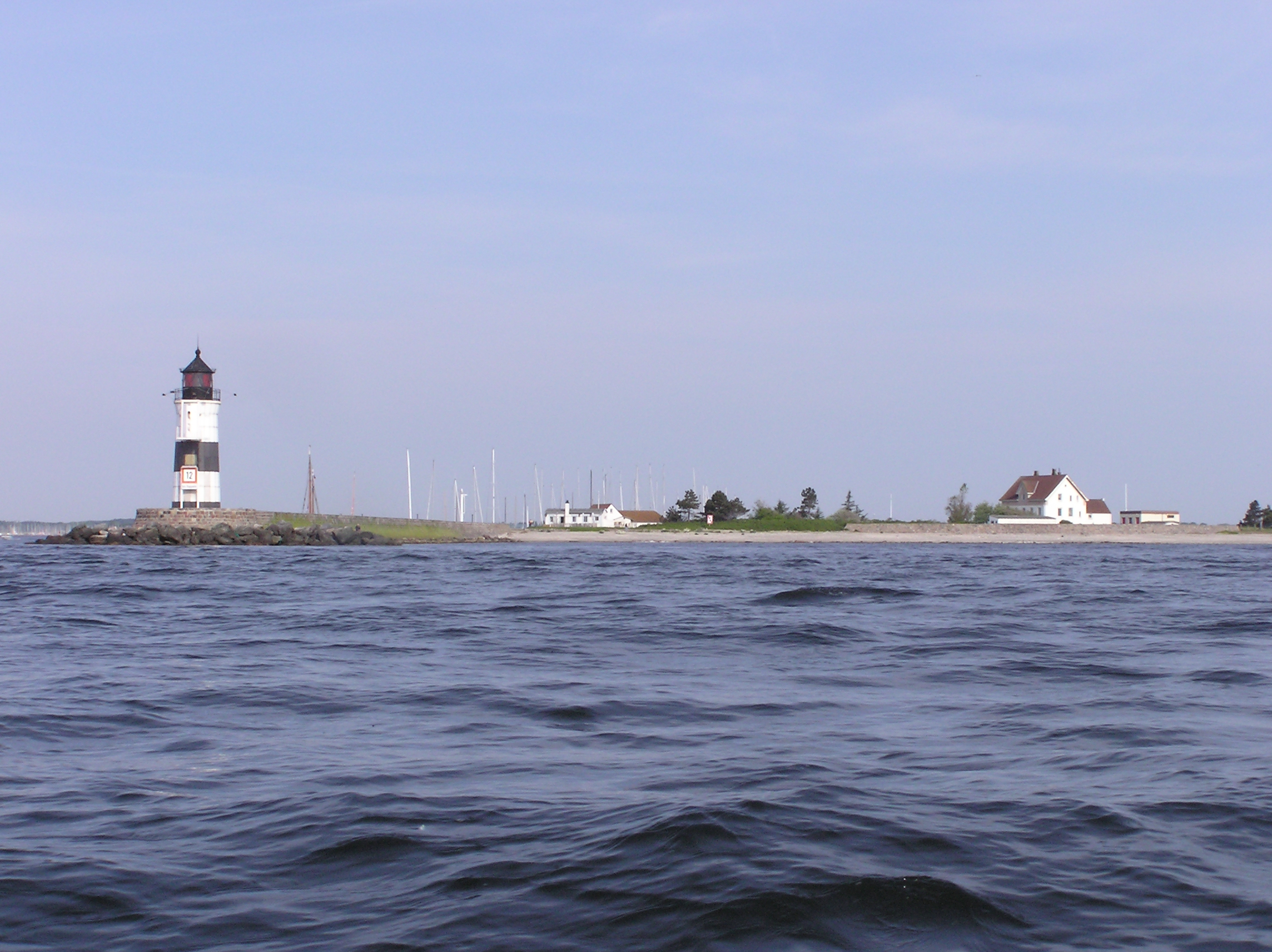
Schleimünde im Jahre 2004 von See aus (von links nach rechts): Leuchtturm, Giftbude mit Sportboothafen, Lotsenhaus
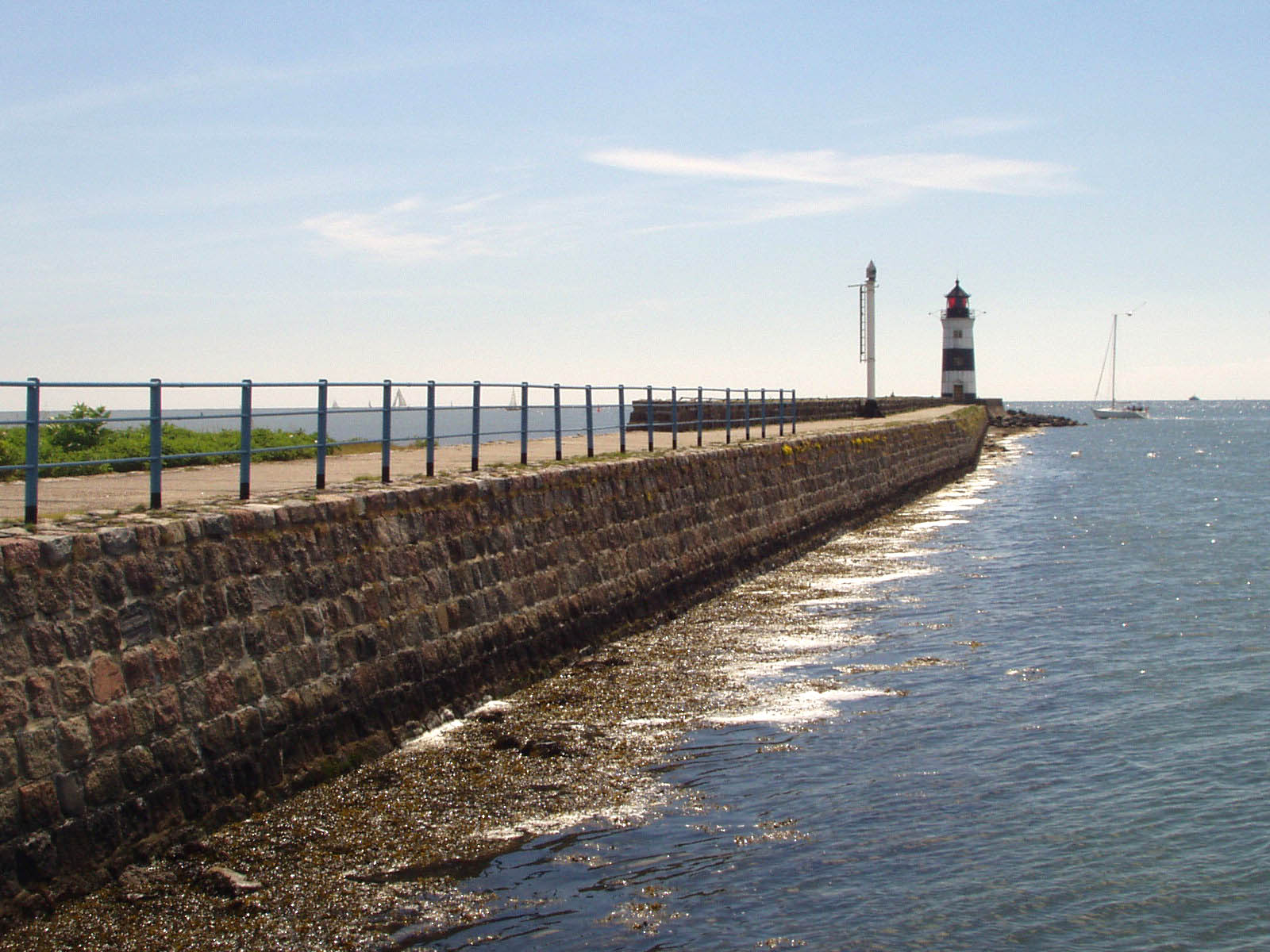
Leuchtturm Schleimünde von Land aus

## Philatelistische Würdigung
Die erste Briefmarke, die den Leuchtturm Schleimünde zeigt, erschien am 2. Juli 2020 von der Deutsche Post AG. Die Marke gehört zur Serie Leuchttürme (MICHEL-Nr.: 3552 und 3555) mit dem Wert von 60 ct.  Der Entwurf stammt vom Grafiker Hanno Schabacker aus Berlin nach einer Fotografie von Jörg Braukmann aus Bad Orb. Die Auflage betrug 3.727.100 Stück.